# Китайские землеройковые кроты
Китайские землеройковые кроты (Uropsilus) — похожие на землероек представители семейства кротов, выделяемые в отдельное монотипическое подсемейство Uropsilinae. Этот род и подсемейство эндемичны для покрытого лесом высокогорного региона на границе Китая, Мьянмы и Вьетнама. У них длинная морда, длинный тонкий хвост, наружные уши и маленькие передние лапы, не приспособленные для рытья обширных подземных туннелей. Хотя они похожи на землероек по размерам, внешнему виду и, предположительно, по экологическими повадками, тем не менее они являются представителями Talpidae и относятся к настоящими кротам, так как также как и у остальных кротов у них есть скуловая дуга, в то время как у землероек эта дуга полностью редуцирована.
Этот род является единственным в подсемействе Uropsilinae, которое является одним из трёх основных подсемейств Talpidae, два других — Talpinae, или кроты Старого Света и их родственники; и Scalopinae, или кроты Нового Света. Хотя в настоящее время мало что известно о каких-либо деталях их естественной истории, Uropsilinae считается самой древней группой кротов и её представители очень похожи на своих более примитивных предков, от которых произошли все Talpidae. Uropsilus считается реликтовым родом; несмотря на ограниченное распространение современных видов, подсемейство когда-то имело гораздо более обширный ареал по всей Евразии.

## Описание
Как было сказано выше, телосложение китайских землеройковых кротов нетипично для кротов и имеет сходство с телосложением землероек. Хвост почти такой же длины, как и тело, лапы маленькие и мало приспособлены для продолжительного рытья. Это единственные кроты, у которых хорошо видны наружные ушные раковины, а морда удлиненная и подвижная. Мех окрашен в серо-коричневый цвет, лапы и хвост едва опушены, но покрыты кожистыми чешуйками. Длина тела этих животных достигает от 6 до 9 сантиметров, плюс хвост длиной от 5 до 8 сантиметров. Вес — насколько известно — от 12 до 20 грамм.

## Распространение и места обитания
Китайские землеройковые кроты обитают в китайских провинциях Сычуань и Юньнань и на севере Мьянмы. Их средой обитания являются леса и горные районы от 1250 до 4500 метров над уровнем моря.

## Образ жизни
Об образе жизни этих животных известно немного. Сообщалось, что они могут даже лазить по кустам или низким веткам, но в основном добывают пищу в листве на земле. Рацион состоит из беспозвоночных. Убежищами, вероятно, служат дуплистые стволы деревьев и расщелины в скалах.

## Виды
Род насчитывает восемь видов:
- Uropsilus aequodonenia
- Uropsilus andersoni — Сычуаньский землеройковый крот[1]
- Uropsilus atronates
- Uropsilus dabieshanensis
- Uropsilus gracilis — Малый землеройковый крот[1]
- Uropsilus investigator — Юньнаньский землеройковый крот[1]
- Uropsilus nivatus
- Uropsilus soricipes — Китайский землеройковый крот[1]